# Agasthiyamalaia
Agasthiyamalaia, monotipski biljni rod iz porodice kluzijevki. Jedina je vrsta do 15 metara visoko vazdazeleno drvo A. pauciflora, koje kao endem raste jedino u Indiji.
Prekomjerno iskorištavanje zbog drvene građe i uništavanja staništa na listi ugroženih vrsta. Danas se vodi kao kritično ugroženo. Nedavna botanička istraživanja nisu uspjela pronaći niti jedan primjerak i nije sigurno je li vrsta izumrla.

## Sinonimi
- Poeciloneuron pauciflorum Bedd.